# Глибока (Коломийський район)
Глибо́ка — село в Україні, в Отинійській селищній громаді Коломийського району Івано-Франківської області.

## Історія
Село наявне на карті Боплана 1650 року.
Українське населення (близько 220 родин) було виселено з села Бонарівка Стрижівського повіту Польща у травні 1945 р. внаслідок укладення радянсько-польського договору і переселились  у село  Глибоку.

## Населення

### Мова
Розподіл населення за рідною мовою за даними перепису 2001 року:
| Мова       | Кількість | Відсоток |
| ---------- | --------- | -------- |
| українська | 256       | 100%     |